# Juyeop-dong
Juyeop-dong (koreanska: 주엽동) är en stadsdel i staden Goyang i  provinsen Gyeonggi i Sydkorea, 22 km nordväst om huvudstaden Seoul. Den ligger i stadsdistriktet Ilsanseo-gu.

## Indelning
Administrativt är Juyeop-dong indelat i:
| Namn    | Namn              | Yta km² | Invånare 31 dec 2020 |
| ------- | ----------------- | ------- | -------------------- |
| 주엽1동 | Juyeop 1(il)-dong | 0,97    | 28 236               |
| 주엽2동 | Juyeop 2(i)-dong  | 0,96    | 29 454               |